# E.T. アドベンチャー
- ユニバーサル・パークス&リゾーツ > ユニバーサル・スタジオ・ジャパン > ユニバーサル・スタジオ・ジャパンのアトラクション > E.T. アドベンチャー
- E.T. > E.T. アドベンチャー

E.T. アドベンチャー（英: E.T. Adventure）は、映画『E.T.』をテーマにしたライド型アトラクションであり、ユニバーサル・パークス&リゾーツの各地に設置されていた。

## 存在するパーク
- ユニバーサル・スタジオ・フロリダ（ユニバーサル・オーランド・リゾート）

## 過去に存在したパーク
- ユニバーサル・スタジオ・ハリウッド
- ユニバーサル・スタジオ・ジャパン

## 概要

### ユニバーサル・スタジオ・フロリダ
1990年6月7日、ウッディー・ウッドペッカーズ・キッズゾーンに最初の施設としてオープンした。現在、このアトラクションは世界のユニバーサル・パークス&リゾーツで唯一現存する施設となっている。
アトラクション内に設置されているアニマトロニクスはサリー・コーポレーションによって製作された。また、2012年にはダイナミック・ストラクチャーズによる新しい分岐器が導入された。

### ユニバーサル・スタジオ・ハリウッド
フロリダ版の翌年、1991年6月12日にロウアー・ロットにオープンした。2003年3月14日、この施設はユニバーサル・パークス&リゾーツの中で最初に閉鎖され、その後継アトラクションとして「リベンジ・オブ・ザ・マミー・ザ・ライド」が2004年6月25日にオープンした。

### ユニバーサル・スタジオ・ジャパン
2001年3月31日のパーク開園と同時に、ハリウッド・エリアにオープンした。2009年5月10日に閉鎖され、その後継アトラクションとして「スペース・ファンタジー・ザ・ライド」が2010年3月14日にオープンした。

## ストーリー

### 屋外待ち列
待ち列は『E.T.』の撮影が行われたサウンド・ステージをテーマにしている。モニターには映画の製作スタッフが体験談や作品のトリビアを語る映像が流れている。また、映画公開30周年を記念したDVD再発売のポスターが、英語をはじめとするさまざまな言語で展示されている。

### プレショー
屋内の待ち列に入る前、モニターにスティーヴン・スピルバーグが登場し、ゲストに状況を説明する。E.T.は地球に取り残されており、「E.T.が不在の間に、故郷であるグリーン・プラネットで病気が流行し、壊滅の危機に瀕している。E.T.をすぐに帰還させてほしい」と、E.T.の先生であるボタニカスからの伝言が伝えられる。E.T.の魔法の指から発せられるヒーリングパワーだけがグリーン・プラネットを救うことができるため、ゲストは空飛ぶ自転車を使ってE.T.をグリーン・プラネットに送り届ける任務を引き受ける。グリーン・プラネットに行くにはパスポートが必要であることも伝えられ、その後ゲストはクルーに名前を伝え、パスポートを受け取る。

### 屋内待ち列
任務を引き受けたゲストは森の中へ進むが、NASAや警察がすでにE.T.を捕まえようと捜索を開始している。ボタニカスも登場し、E.T.の帰還を懇願している。その後、ゲストは自転車を模したライドに乗り込む。

### ライド
ライドに乗ったE.T.の存在がNASAや警察に知られ、追跡が始まる。ゲストは彼らを振り切るため空を飛び、ビスタシティの夜景を見ながらグリーン・プラネットへのワープを試みる。無事に到着すると、ボタニカスが再び現れ、E.T.の友人たちを救うようゲストに指示する。E.T.のヒーリングパワーによってグリーン・プラネットを旅しながら友人たちを復活させると、たくさんの赤ちゃんE.T.たちがお祝いのように戯れ、遊び始める。最後にゲストはE.T.とすれ違い、プレショーで伝えた名前でE.T.から感謝の言葉を受ける。その後、ゲストは地球へと帰還する。

## キャスト
- E.T.: 真山亜子
- コントロールパーシー: 江原正士
- ナイト・オウル: 原田大二郎
- 本官ヘンリー: 加藤治
- 本官エドワード: 屋良有作
- ボタニカス: 西本裕行
- ガーグル: 下屋則子
- ビックゾム: 肝付兼太
- オービドン: 加藤精三
- マグドル: 佐々木優子
- モンスター・ジェームス: 熊倉一雄
- モンスター・ダック: 田中信夫

## E.T. アドベンチャー ザ・レジェンド
| E.T.アドベンチャー ザ・レジェンド E.T. Adventure The Legend | E.T.アドベンチャー ザ・レジェンド E.T. Adventure The Legend |
| ----------------------------------------------------------- | ----------------------------------------------------------- |
| オープン日                                                  | 2009年7月18日                                               |
| クローズ日                                                  | 2010年2月28日                                               |
| タイプ                                                      | ウォークスルー・アトラクション                              |
| スポンサー                                                  | 株式会社NTTドコモ                                           |
| 所要時間                                                    | 約10分                                                      |

E.T. アドベンチャー ザ・レジェンド（英: E.T. Adventure The Legend）は、ユニバーサル・スタジオ・ジャパンで期間限定で開催された「E.T. アドベンチャー」の世界を再現したウォークスルー形式のアトラクションである。2009年7月18日から2010年2月28日まで、ステージ 22にオープンしていた。
このアトラクションでは、「E.T. アドベンチャー」の世界をツアー形式で巡り、映画『E.T.』のメイキング映像や秘話を観賞しながら、E.T.やその他のキャラクターたちと間近で対面することができた。映画の世界観をより深く理解できる内容となっており、ライド・アトラクションを体験していないゲストや、映画を観ていないゲストでも楽しめる設計が特徴だった。
「E.T. アドベンチャー」は、そのオープン以来、3,000万人以上のゲストに夢と感動を提供してきたが、クローズに際して多くのゲストから惜しむ声が寄せられた。これを受け、そのフィナーレを記念して「E.T. アドベンチャー ザ・レジェンド」が企画された。

### 概要
ゲストは、歩きながらE.T.を探すツアーに参加する形式のアトラクションとなっている。入口には「E.T.フォト・オポチュニティ」が設置されており、E.T.との記念撮影を楽しむことができた。目の前にはE.T.が佇む不思議な森が広がり、大型モニターには映画『E.T.』のメイキング映像が映し出される。映像では、スティーヴン・スピルバーグ監督が、E.T.が繰り広げた冒険についてゲストに語りかける。
森の中を進むと、E.T.の先生であるボタニカス教授が現れ、消えたE.T.を探し出し、故郷であるグリーンプラネットに送り届けるようゲストに指令を出す。ゲストは、E.T.を救う冒険者として物語に参加することになる。E.T.がいる場所では、映画の感動的なシーンが再現され、ゲストはE.T.とともに宇宙船に乗り、彼の故郷であるグリーンプラネットへと向かう。
グリーンプラネットでは、ライド・アトラクションにも登場したE.T.の友人であるオービドンやマグドルがゲストを出迎える。ゲストは、E.T.が住む色とりどりの世界に降り立ち、彼らとともに生きる喜びを祝う。映画の中に入り込んだような臨場感を味わいながら、しばしこの幻想的な世界に没入することができた。最後に、地球へ帰るゲストをE.T.が見送り、冒険のツアーは終了する。
アトラクションの出口では、自転車のカゴにE.T.を乗せて空を飛ぶエリオットになりきることができる携帯電話サービスが提供された。このサービスでは、専用の携帯ページに自身の顔写真を送信すると、エリオットの顔が自分の顔写真に置き換えられた画像が生成される仕組みになっていた。